# Paraxiell

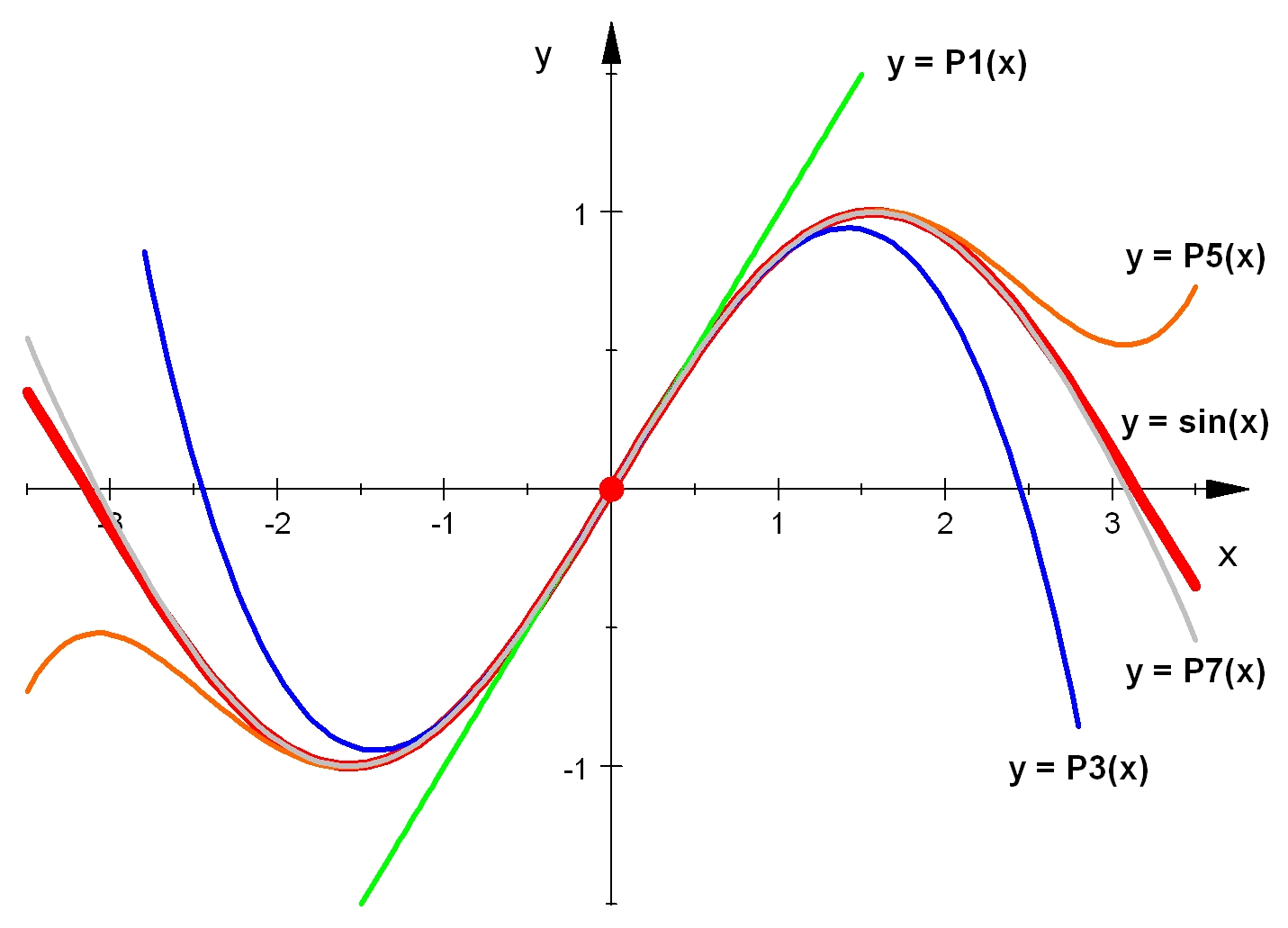
Taylorapproximationer av olika ordning (första ordningen grön, tredje blå, femte orange och sjunde grå) för sinus (röd kurva).

En paraxiell approximation är inom geometrisk optik en approximation för små vinklar som bygger på taylorutvecklingen av de trigonometriska funktionerna och en paraxiell stråle är en ljusstråle som avviker så lite från ett optiskt systems axel att paraxiell approximation kan tillämpas.
Inom paraxiell optik, även kallad gaussoptik (efter Carl Friedrich Gauss) eller optik av första ordningen/graden, ersätts de trigonometriska funktionerna med:
{\displaystyle \sin \theta \approx \theta \quad \tan \theta \approx \theta \quad \cos \theta \approx 1.}
där {\displaystyle \theta } är den vinkel, uttryckt i radianer, som strålen bildar mot den optiska axeln.
Stundom avses med paraxiell approximation även approximationer av andra ordningen, det vill säga:
{\displaystyle \sin \theta \approx \theta \quad \tan \theta \approx \theta \quad \cos \theta \approx 1-{\theta ^{2} \over 2}.}
där termerna av andra graden i taylorutvecklingen tagits med (andragradstermer saknas i taylorutvecklingarna för sinus och tangens). 
Approximationer av första ordningen ger ett fel på mindre än en procent vid en avvikelse ({\displaystyle \theta }) under åtta grader och mindre än en promille vid en avvikelse under 2,6°. Andra ordningens approximationer flyttar dock inte gränserna nämnvärt - procentgränsen går vid 10° och promillegränsen vid 3,2°.
Den optik som ingår i elementär utbildning är helt och hållet paraxiell, medan verkligheten uppvisar avvikelser från gaussoptiken som, i stort sett, sammanfattas under beteckningen aberrationer.
| {\displaystyle y=x} · {\displaystyle y=\sin x} · {\displaystyle y=\tan x} | {\displaystyle y=\cos x} · {\displaystyle y=1-{x^{2} \over 2}} |